# غوس كورنيل
غوس كورنيل (بالإنجليزية: Gus Weill)‏ (12 مارس 1933، لافاييت في الولايات المتحدة - 13 أبريل 2018، باتون روج في الولايات المتحدة)؛ كاتب وروائي أمريكي. درس في جامعة ولاية لويزيانا.

## روابط خارجية
- غوس كورنيل على موقع قاعدة بيانات برودواي على الإنترنت (الإنجليزية)